# Хокурикудо
Хокурикудо Јапански: 北陸道 ; "северни округ" или "северни регион" је Јапански географски термин.То значи и древну поделу земље и главни пут који иде кроз њега.То је део Гокишичидо система.Оба се налазе дуж северозападне обале Хоншуа.Име дословно значи "пут северне земље".Овај термин се такође односи на низ путева који повезују престонице (Јапански: 国 府 | кокуфу) свих провинција које чине регион.
Када је Гокишичидо систем првобитно сачињен након реформе Таика, регион се састојао од само две провинције: Вакаса и Коши. Током владавине Цара Цара Темуа. Провинција Коши била је подељена на три провинције: Ечизен, Етчу и Ечиго и Садо острва додата као пета провинција. Касније провинције Ното и Кага су исклесане из Ечизен и тако је формирано седам провинција укупно.